# Tehachapi Mountains
De Tehachapi Mountains is een kleine bergketen in het zuiden van Californië in de VS. De keten verbindt de Transverse Ranges en Pacific Coast Range in het westen met het zuidelijk einde van de Sierra Nevada in het oosten. De keten is ongeveer 64 kilometer lang en ligt in het zuiden van Kern County. De hoogte varieert van circa 1220 meter tot 2436 meter. Het hoogste punt is de berg Double Mountain.
De keten vormt ook een grens die de San Joaquin Valley in het noordwesten scheidt van de Mojavewoestijn in het zuidoosten. Het zuidwestelijke einde van de keten wordt gekruist door de Tejon Pass, het noordoostelijke einde door de Tehachapi Pass. De keten wordt ook gekruist door het California Aquaduct. Het Los Angeles Aquaduct loopt langs het zuidelijk eind van de keten. Ook gelegen in de keten is de Tehachapi Loop. Deze lusvormige spoorweg, die een hoogteverschil van circa 24 meter overbrugt, vormt een belangrijke verbinding door de keten.
Het windmolenpark ten oosten van de Tehachapi Pass wordt door veel Californiërs gezien als de grens die Noord-Californië van Zuid-Californië scheidt. Ook doordat de Ridge Route (een autosnelweg) in deze keten geconstrueerd werd in de 20e eeuw zeggen veel historici dat dit een mogelijke opdeling van de staat zou kunnen zijn in die 2 delen.

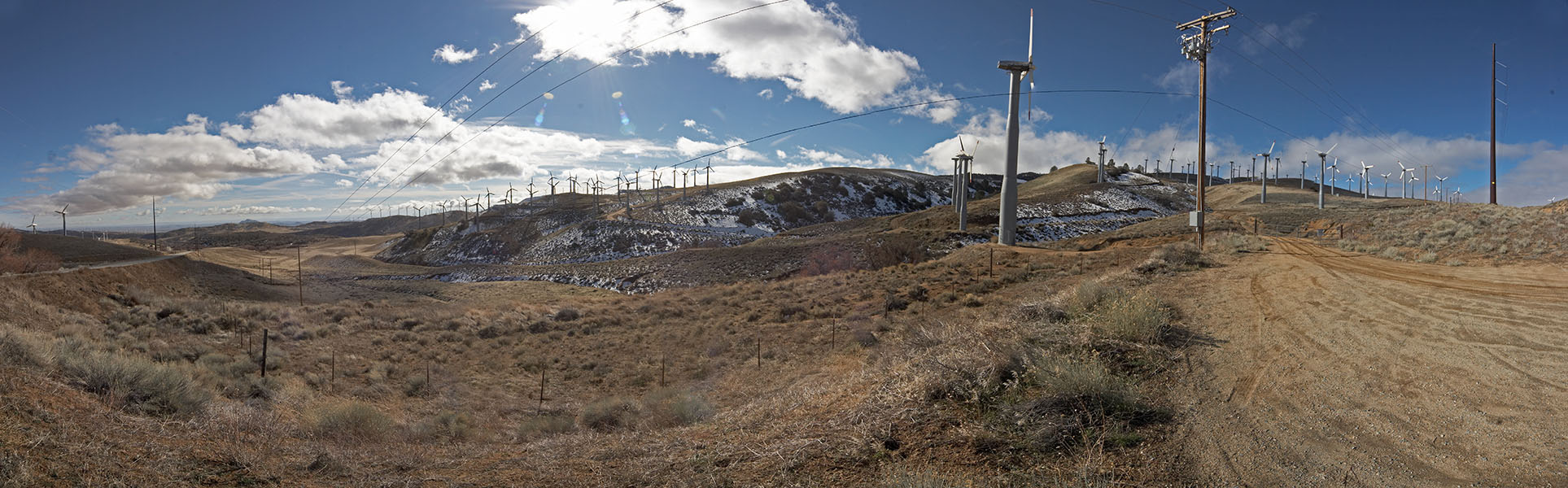
Panorama van het windmolenpark in de Tehachapi Pass